# Láska je nádhera
Láska je nádhera je studiové album českého zpěváka Karla Gotta. Vydal jej Supraphon na podzim 2013 a obsahuje celkem 14 coververzí světových hitů popu, balad, a rocku. České texty k těmto písním napsali například Miloš Skalka, Eduard Pergner, Zdeněk Borovec, nebo třeba Zdeněk Rytíř. Písně na album nahrál Karel Gott v letech 2012 a 2013.

## Seznam skladeb
1. To byla noc (December, What A Night)
2. Rád vstoupil bych do tvých snů (Girl, You'll Be A Woman Soon)
3. Láska je nádhera (A Love So Beautiful)
4. Mít oči dokořán (I Don't Want To Miss A Thing)
5. Být s tebou (Miss You Nights)
6. V pravou chvíli řekni stop (Footloose)
7. Zmizely stíny (I Can See Clearly Now)
8. Půjdu za tebou (Somos novios - It's Impossible)
9. A máš to (You Got It)
10. Láskou a květem se braň (Young Girl)
11. S tebou žít (They Long To Be)
12. Co na tom (No Matter What)
13. Song má se hrát (I Write The Songs)
14. Odcházím s vírou (Holding Out For A Hero)

## Produkce
- Zpěv: Karel Gott (1-14)
- Sbor: Dasha, Taťána Roskovcová, Jiří Březík (1, 3, 4, 5, 6, 7, 9, 10, 11, 12, 13, 14)
- Dechové sekce: Miroslav Surka (1, 14), Josef Pospíšil (1, 10, 14), Vladimír Boryš Secký (1, 7, 14), Radek Němec (11)
- Klávesy a programování: Petr Dvořák ORM
- Kytary, studiový orchestr: Pavel Růžička ORM
- Dramaturgie: Karel Gott a Jan Adam

Poděkování Karla Gotta: „Děkuji manželce Ivaně a dcerám Charlottě Elle a Nelly Sofii za to, že jsou mou největší inspirací, že mi vytvářejí nádherné zázemí a já i díky nim natočil toto album“.